# Reingers
Reingers är en ort och kommun  i Österrike. Den ligger i distriktet Gmünd i förbundslandet Niederösterreich, 120 km nordväst om huvudstaden Wien. I norr gränsar kommunen mot Tjeckien.
Kommunen består av fem orter (Ortschaften) (inom parentes invånarantal 1 januari 2024):
- Grametten (47)
- Hirschenschlag (112)
- Illmanns (65)
- Leopoldsdorf (201)
- Reingers (185)